# Kolejowy Klub Sportowy Lech Poznań 2019-2020

Questa voce raccoglie le informazioni riguardanti il Lech Poznań nelle competizioni ufficiali della stagione 2019-2020.

## Stagione
Dopo l'ottavo posto della stagione precedente, la dirigenza decide di attuare una forte rivoluzione nell'organico dei Kolejorz. Vengono ceduti senatori quali Buric, Putnocky, Vujadinovic, Janicki, Gajos e Trałka, mentre vengono acquistati il portiere olandese Mickey Van der Hart, i difensori Ľubomír Šatka e Đorđe Crnomarković e il mediano Karlo Muhar. Inoltre, rientrano dai prestiti in I. Liga Miłosz Mleczko, Tymoteusz Puchacz, Jakub Moder e dal prestito al Piast Gliwice Paweł Tomczyk.
Alla prima giornata di campionato il Lech pareggia sul campo dei campioni in carica del Piast Gliwice, proprio grazie ad una rete dell'ex Tomczyk. Nella prima fase di campionato il cammino dei Kolejorz è altalenante, con la squadra che oscilla fra la parte sinistra e destra della classifica. A gennaio la dirigenza si muove ulteriormente sul mercato, cedendo Darko Jevtić al Rubin Kazan' e Maciej Makuszewski allo Jagiellonia Białystok. In cambio vengono acquistati Dani Ramírez dall'ŁKS Łódź e Bohdan Butko dallo Šachtar Donec'k, arrivato per sostituire l'infortunato Gumny. Nel girone di ritorno la squadra di Żuraw trova più confidenza, e grazie ad un 4-2-3-1 consolidato molto offensivo e volto al gioco rapido e verticale, riesce a risalire la classifica, concludendo la Regular Season al quinto posto, a sole quattro lunghezze dal Piast, secondo in classifica.
I Play-Off Scudetto iniziano proprio con una brillante vittoria a Gliwice, ottenuta in dieci uomini a seguito dell'espulsione di Thomas Rogne. Nelle due gare successive contro Pogoń Szczecin e Śląsk Wrocław arrivano due pareggi, che permettono al Lech di salire momentaneamente al terzo posto. I kolejorz mantengono la posizione battendo Legia Varsavia e Lechia Danzica. Il 15 luglio, grazie al successo per 2-1 sul campo del Cracovia, la squadra di Żuraw si qualifica aritmeticamente al secondo turno dei preliminari di Europa League, che a causa dell'emergenza COVID-19 verranno disputati in gara unica. Il campionato termina con un'altra brillante vittoria per 4-0 contro lo Jagiellonia Białystok, nella quale Christian Gytkjær mette a segno una doppietta laureandosi capocannoniere del torneo. Il Lech torna così dopo una stagione negativa sul podio, classificandosi secondo alle spalle del Legia Varsavia.
Anche il cammino in Puchar Polski è ottimale, con il Lech che raggiunge la semifinale contro il Lechia Danzica, dopo aver battuto ai quarti di finale lo Stal Mielec. Contro i biancoverdi pareggia 1-1, venendo successivamente eliminato ai rigori.
Grazie ai 24 gol siglati in stagione, Christian Gytkjær conquista anche il premio individuale di miglior attaccante del campionato.

## Maglie e sponsor
Per la stagione 2019-2020 lo sponsor tecnico rimane Macron, che la squadra veste dal 2018, mentre lo sponsor ufficiale rimane come nella stagione passata Aforti. Al centro della maglia viene inserito lo sponsor di Lega Lotto.

## Organigramma societario
Area direttiva
- Presidente: Karol Klimczak
- Vicepresidente: Piotr Rutkowski
- Responsabile Settore giovanile: Rafał Ulatowski

Area comunicazione e marketing
- Responsabile area comunicazione: Maciej Henszel

Area sportiva
- Direttore sportivo: Tomasz Rząsa
- Team manager: Mariusz Skrzypczak

Area tecnica
- Allenatore: Dariusz Żuraw
- Vice allenatore: Karol Bartkowiak
- Vice allenatore: Dariusz Skrzypczak
- Preparatore dei portieri: Michał Chamera

Area sanitaria
- Medico sociale: Krzysztof Pawlaczyk, Paweł Cybulski, Andrzej Pyda, Damian Bartkiewicz
- Massofisioterapista: Maciej Łopatka, Marcin Lisa, Maciej Smuniewski, Paweł Tota

## Rosa
Aggiornata al 28 giugno 2020.
| N. |                        | Ruolo | Calciatore              |
| -- | ---------------------- | ----- | ----------------------- |
| 1  | Paesi Bassi (bandiera) | P     | Mickey van der Hart     |
| 2  | Polonia (bandiera)     | D     | Robert Gumny            |
| 4  | Norvegia (bandiera)    | D     | Thomas Rogne (capitano) |
| 5  | Serbia (bandiera)      | D     | Đorđe Crnomarković      |
| 6  | Croazia (bandiera)     | C     | Karlo Muhar             |
| 7  | Polonia (bandiera)     | C     | Kamil Jóźwiak           |
| 8  | Polonia (bandiera)     | A     | Paweł Tomczyk           |
| 9  | Danimarca (bandiera)   | A     | Christian Gytkjær       |
| 10 | Svizzera (bandiera)    | C     | Darko Jevtić            |
| 11 | Russia (bandiera)      | A     | Timur Žamaletdinov      |
| 13 | Polonia (bandiera)     | D     | Tomasz Dejewski         |
| 14 | Spagna (bandiera)      | C     | Dani Ramírez            |
| 15 | Polonia (bandiera)     | C     | Jakub Moder             |
| 16 | Polonia (bandiera)     | C     | Juliusz Letniowski      |
| 17 | Polonia (bandiera)     | C     | Maciej Makuszewski      |
| 18 | Polonia (bandiera)     | C     | Eryk Kryg               |
| 19 | Polonia (bandiera)     | C     | Tomasz Cywka            |
| 20 | Polonia (bandiera)     | C     | Mateusz Skrzypczak      |

| N. |                       | Ruolo | Calciatore         |
| -- | --------------------- | ----- | ------------------ |
| 21 | Polonia (bandiera)    | C     | Michał Skóraś      |
| 22 | Ucraina (bandiera)    | D     | Volodymyr Kostevyč |
| 23 | Polonia (bandiera)    | A     | Filip Szymczak     |
| 24 | Portogallo (bandiera) | A     | João Amaral        |
| 25 | Portogallo (bandiera) | C     | Pedro Tiba         |
| 27 | Polonia (bandiera)    | D     | Tymoteusz Puchacz  |
| 28 | Polonia (bandiera)    | D     | Karol Smajdor      |
| 29 | Polonia (bandiera)    | C     | Bartosz Bartkowiak |
| 31 | Polonia (bandiera)    | P     | Krzysztof Bąkowski |
| 33 | Polonia (bandiera)    | P     | Karol Szymański    |
| 34 | Polonia (bandiera)    | C     | Tymoteusz Klupś    |
| 36 | Polonia (bandiera)    | C     | Filip Marchwiński  |
| 37 | Slovacchia (bandiera) | D     | Ľubomír Šatka      |
| 38 | Polonia (bandiera)    | C     | Jakub Kamiński     |
| 39 | Polonia (bandiera)    | C     | Jakub Karbownik    |
| 40 | Polonia (bandiera)    | D     | Jakub Niewiadomski |
| 91 | Ucraina (bandiera)    | D     | Bohdan Butko       |
| 99 | Polonia (bandiera)    | P     | Miłosz Mleczko     |

## Calciomercato

### Sessione estiva (dall'1/7 al 2/9)
| Acquisti         | Acquisti            | Acquisti            | Acquisti      |
| R.               | Nome                | da                  | Modalità      |
| ---------------- | ------------------- | ------------------- | ------------- |
| P                | Mickey van der Hart | PEC Zwolle          | gratuito      |
| P                | Miłosz Mleczko      | Puszcza Niepołomice | fine prestito |
| D                | Ľubomír Šatka       | DAC Dunajská Streda | 750.000 euro  |
| D                | Đorđe Crnomarković  | Radnički Niš        | 500.000 euro  |
| D                | Tomasz Dejewski     | Warta Poznań        | svincolato    |
| D                | Tymoteusz Puchacz   | GKS Katowice        | fine prestito |
| C                | Karlo Muhar         | Inter Zaprešić      | 400.000 euro  |
| C                | Jakub Moder         | Odra Opole          | fine prestito |
| A                | Paweł Tomczyk       | Piast Gliwice       | fine prestito |
| Altre operazioni |                     |                     |               |
| R.               | Nome                | da                  | Modalità      |
| P                | Bartosz Mrozek      | Elana Toruń         | fine prestito |
| P                | Bartosz Przybysz    | Puszcza Niepołomice | fine prestito |

| Cessioni         | Cessioni             | Cessioni          | Cessioni      |
| R.               | Nome                 | a                 | Modalità      |
| ---------------- | -------------------- | ----------------- | ------------- |
| P                | Matúš Putnocký       | Śląsk Breslavia   | svincolato    |
| P                | Jasmin Burić         | Hapoel Haifa      | svincolato    |
| D                | Piotr Tomasik        | Wisła Płock       | svincolato    |
| D                | Nikola Vujadinović   | -                 | svincolato    |
| D                | Dimitrios Goutas     | Olympiacos        | fine prestito |
| D                | Rafał Janicki        | Lechia Danzica    | fine prestito |
| D                | Vernon de Marco      | Slovan Bratislava | fine prestito |
| D                | Marcin Wasielewski   | Nieciecza         | svincolato    |
| C                | Łukasz Trałka        | Warta Poznań      | svincolato    |
| C                | Maciej Gajos         | Lechia Danzica    | svincolato    |
| C                | Mihai Răduţ          | Astra Giurgiu     | svincolato    |
| Altre operazioni |                      |                   |               |
| R.               | Nome                 | da                | Modalità      |
| P                | Bartosz Mrozek       | GKS Katowice      | prestito      |
| D                | Wiktor Pleśnierowicz | Roma              | prestito      |
| C                | Michał Skóraś        | Raków Częstochowa | prestito      |
| A                | Krzysztof Kołodziej  | Elana Toruń       | svincolato    |
| A                | Hubert Sobol         | Odra Opole        | prestito      |

### Sessione invernale (dal 2/02 al 28/02)
| Acquisti         | Acquisti      | Acquisti          | Acquisti      |
| R.               | Nome          | da                | Modalità      |
| ---------------- | ------------- | ----------------- | ------------- |
| D                | Bohdan Butko  | Šachtar           | prestito      |
| C                | Michał Skóraś | Raków Częstochowa | fine prestito |
| C                | Dani Ramírez  | ŁKS               | 500.000 euro  |
| Altre operazioni |               |                   |               |
| R.               | Nome          | da                | Modalità      |
| A                | Hubert Sobol  | Odra Opole        | fine prestito |

| Cessioni         | Cessioni           | Cessioni       | Cessioni     |
| R.               | Nome               | a              | Modalità     |
| ---------------- | ------------------ | -------------- | ------------ |
| C                | Darko Jevtić       | Rubin          | 500.000 euro |
| C                | Maciej Makuszewski | Jagiellonia    | gratuito     |
| C                | Tymoteusz Klupś    | Piast Gliwice  | prestito     |
| A                | João Amaral        | Paços Ferreira | prestito     |
| Altre operazioni |                    |                |              |
| R.               | Nome               | da             | Modalità     |
| D                | Maciej Orłowski    | Górnik Łęczna  | 20.000 euro  |
| A                | Dawid Kurminowski  | Žilina         | 250.000 euro |

## Risultati

### Ekstraklasa

#### Girone di andata
| Arbitro: | Tomasz Kwiatkowski |

|             |           |             |
| 6’ J. Felix | Marcatori | 82’ Tomczyk |

| Arbitro: | Jaroslaw Przybyl |

|                                                  |           |  |
| 13’ Jevtić 72’ Gytkjaer 91’ Jóźwiak 93’ Gytkjaer | Marcatori |  |

| Arbitro: | Daniel Stefanski |

|                |           |                         |
| 32’ D. Ramírez | Marcatori | 4’ J. Amaral 34’ Jevtić |

| Arbitro: | Szymon Marciniak |

|            |           |                           |
| 15’ Jevtić | Marcatori | 6’ Pich 17’ Broź 27’ Broź |

| Gdynia 17 agosto 2019, ore 17:30 CEST 5ª giornata | Arka Gdynia      | 0 – 0 | Lech Poznań | Stadion GOSiR (10 098 spett.)\| Arbitro: \| Pawel Raczkowski \| |
| Arbitro:                                          | Pawel Raczkowski |       |             |                                                                 |

| Arbitro: | Mariusz Zlotek |

|                                       |           |                                     |
| 51’ (rig.) Schwarz 75’ (rig.) Schwarz | Marcatori | 31’ Muhar 33’ Gytkjaer 84’ Gytkjaer |

| Arbitro: | Bartosz Frankowski |

|             |           |                             |
| 88’ Tomczyk | Marcatori | 27’ Rapa 68’ van Amersfoort |

| Arbitro: | Tomasz Kwiatkowski |

|                       |           |              |
| 23’ Peszko 33’ Nalepa | Marcatori | 45’ Gytkjaer |

| Arbitro: | Tomasz Musial |

|             |           |             |
| 39’ Tomczyk | Marcatori | 22’ Klimala |

| Arbitro: | Jaroslaw Przybyl |

|             |           |                                      |
| 39’ Jimenéz | Marcatori | 24’ Jóźwiak 43’ Puchacz 94’ Gytkjaer |

| Arbitro: | Daniel Stefanski |

|                                                     |           |  |
| 40’ Jevtić 73’ Gytkjaer 77’ Jóźwiak 85’ Marchwiński | Marcatori |  |

| Arbitro: | Tomasz Musial |

|                           |           |            |
| 63’ Novikovas 76’ Rosołek | Marcatori | 55’ Jevtić |

| Arbitro: | Jaroslaw Przybyl |

|              |           |                     |
| 94’ Gytkjaer | Marcatori | 24’ Tosik 68’ Bohar |

| Arbitro: | Lukasz Szczech |

|                  |           |           |
| 21’ Spiridonović | Marcatori | 82’ Rogne |

| Poznań 10 novembre 2019, ore 17:30 CEST 15ª giornata | Lech Poznań | 0 – 0 | Korona Kielce | Stadion Miejski (22 179 spett.)\| Arbitro: \| Piotr Lasyk \| |
| Arbitro:                                             | Piotr Lasyk |       |               |                                                              |

#### Girone di ritorno
| Arbitro: | Szymon Marciniak |

|                                        |           |  |
| 45+1’ Gytkjaer 56’ Gytkjaer 91’ Amaral | Marcatori |  |

| Arbitro: | Mariusz Zlotek |

|  |           |                          |
|  | Marcatori | 33’ Puchacz 91’ Gytkjaer |

| Arbitro: | Daniel Stefanski |

|                        |           |  |
| 59’ Amaral 93’ Jóźwiak | Marcatori |  |

| Arbitro: | Tomasz Musial |

|               |           |            |
| 26’ Cholewiak | Marcatori | 84’ Jevtić |

| Arbitro: | Krzysztof Jakubik |

|           |           |                 |
| 75’ Satka | Marcatori | 45+2’ Jankowski |

| Arbitro: | Pawel Raczkowski |

|                                    |           |  |
| 67’ Gytkjaer 81’ Puchacz 88’ Moder | Marcatori |  |

| Arbitro: | Bartosz Frankowski |

|                             |           |             |
| 47’ Pestka 68’ (rig.) Hanca | Marcatori | 23’ Jóźwiak |

| Arbitro: | Piotr Lasyk |

|                                   |           |  |
| 83’ (aut.) Kuciak 91’ Marchwiński | Marcatori |  |

| Arbitro: | Krzysztof Jakubik |

|          |           |           |
| 41’ Tiru | Marcatori | 62’ Moder |

| Arbitro: | Mariusz Zlotek |

|                                                     |           |              |
| 3’ D. Ramírez 54’ Jóźwiak 80’ Gytkjaer 86’ Gytkjaer | Marcatori | 35’ Krawczyk |

| Arbitro: | Szymon Marciniak |

|              |           |              |
| 6’ Savićević | Marcatori | 39’ Gytkjaer |

| Arbitro: | Tomasz Musial |

|  |           |             |
|  | Marcatori | 17’ Pekhart |

| Arbitro: | Piotr Lasyk |

|                                                      |           |                                                        |
| 9’ (rig.) Starzyński 26’ Živec 40’ (rig.) Starzyński | Marcatori | 21’ (rig.) Gytkjaer 76’ Kaminski 88’ (rig.) D. Ramírez |

| Arbitro: | Lukasz Szczech |

|                                                    |           |  |
| 22’ Moder 31’ Gytkjaer 57’ D. Ramírez 61’ Kaminski | Marcatori |  |

| Arbitro: | Tomasz Musial |

|  |           |                                        |
|  | Marcatori | 48’ Gytkjaer 65’ Gytkjaer 68’ Gytkjaer |

#### Play-Off Scudetto
| Arbitro: | Krzysztof Jakubik |

|  |           |                    |
|  | Marcatori | 66’ Moder 94’ Tiba |

| Poznań 24 giugno 2020, ore 20:30 CEST 32ª giornata | Lech Poznań  | 0 – 0 | Pogoń Stettino | Stadion Miejski (5 113 spett.)\| Arbitro: \| Wojciech Myc \| |
| Arbitro:                                           | Wojciech Myc |       |                |                                                              |

| Arbitro: | Tomasz Kwiatkowski |

|                        |           |                               |
| 76’ Puerto 85’ Łabojko | Marcatori | 17’ Gytkjaer 82’ (rig.) Moder |

| Arbitro: | Paweł Gil |

|                          |           |             |
| 24’ Jóźwiak 29’ Kamiński | Marcatori | 71’ Lewczuk |

| Arbitro: | Krzysztof Jakubik |

|                                     |           |                          |
| 5’ D. Ramírez 22’ Gumny 45’ Jóźwiak | Marcatori | 42’ Haydary 47’ Zé Gomes |

| Arbitro: | Jaroslaw Przybyl |

|                         |           |                              |
| 80’ (aut.) Crnomarković | Marcatori | 25’ Gytkjaer 75’ Marchwiński |

| Arbitro: | Paweł Raczkowski |

|                                                   |           |  |
| 6’ P. Tiba 13’ Gytkjaer 39’ Gytkjaer 31’ Kamiński | Marcatori |  |

### Coppa di Polonia
| Arbitro: | Zbigniew Dobrynin |

|  |           |                             |
|  | Marcatori | Gytkjaer 75’ Skrzypczak 84’ |

| Arbitro: | Wojciech Myc |

|  |           |                                                        |
|  | Marcatori | 38’ Gytkjaer 45’ Gytkjaer 47’ Kostevyč 54’ Marchwiński |

| Arbitro: | Sebastian Jarzebak |

|  |           |                         |
|  | Marcatori | 2’ Puchacz 69’ Dejewski |

| Arbitro: | Pawel Gil |

|           |           |                                            |
| 45’ Nowak | Marcatori | 5’ D. Ramírez 34’ Žamaletdinov 47’ Jóźwiak |

| Poznań 8 luglio 2020, ore 20:00 CEST | Lech Poznań          | 1 – 1                                              | Lechia Danzica | Stadion Miejski |
| \| \| \| \| \| 65’ D. Ramírez \| Marcatori \| 62’ F. Paixão \| \| Gytkjaer Moder Šatka Marchwiński D. Ramírez Jóźwiak \| Tiri di rigore 3 – 4 \| Kubicki Pietrzak Zwoliński Kryeziu F. Paixão Gajos \| |                      |                                                    |                |                 |
| |                      |                                                    |                |                 |
| 65’ D. Ramírez | Marcatori            | 62’ F. Paixão                                      |                |                 |
| Gytkjaer Moder Šatka Marchwiński D. Ramírez Jóźwiak | Tiri di rigore 3 – 4 | Kubicki Pietrzak Zwoliński Kryeziu F. Paixão Gajos |                |                 |

## Statistiche

### Statistiche di squadra
Statistiche aggiornate al 7 marzo 2020.
| Competizione  | Punti      | In casa | In casa | In casa | In casa | In casa | In casa | In trasferta | In trasferta | In trasferta | In trasferta | In trasferta | In trasferta | Totale | Totale | Totale | Totale | Totale | Totale | D.R. |
| Competizione  | Punti      | G       | V       | N       | P       | Gf      | Gs      | G            | V            | N            | P            | Gf           | Gs           | G      | V      | N      | P      | Gf     | Gs     | D.R. |
| ------------- | ---------- | ------- | ------- | ------- | ------- | ------- | ------- | ------------ | ------------ | ------------ | ------------ | ------------ | ------------ | ------ | ------ | ------ | ------ | ------ | ------ | ---- |
| Ekstraklasa   | 66         | 19      | 11      | 4       | 4       | 40      | 14      | 18           | 7            | 8            | 3            | 31           | 21           | 37     | 18     | 12     | 7      | 70     | 35     | +35  |
| Puchar Polski | Semifinale | 1       | 0       | 0       | 1       | 1       | 1       | 4            | 4            | 0            | 0            | 11           | 1            | 5      | 4      | 0      | 1      | 12     | 2      | +10  |
| Totale        | 66         | 20      | 11      | 4       | 5       | 41      | 14      | 22           | 11           | 8            | 3            | 41           | 23           | 42     | 22     | 12     | 8      | 82     | 37     | +45  |

### Andamento in campionato
| Giornata  | 1 | 2 | 3 | 4 | 5 | 6 | 7 | 8 | 9 | 10 | 11 | 12 | 13 | 14 | 15 | 16 | 17 | 18 | 19 | 20 | 21 | 22 | 23 | 24 | 25 | 26 | 27 | 28 | 29 | 30 | 31 | 32 | 33 | 34 | 35 | 36 | 37 |
| --------- | - | - | - | - | - | - | - | - | - | -- | -- | -- | -- | -- | -- | -- | -- | -- | -- | -- | -- | -- | -- | -- | -- | -- | -- | -- | -- | -- | -- | -- | -- | -- | -- | -- | -- |
| Luogo     | T | C | T | C | T | T | C | T | C | T  | C  | T  | C  | T  | C  | C  | T  | C  | T  | C  | C  | T  | C  | T  | C  | T  | C  | T  | C  | T  | T  | C  | T  | C  | C  | T  | C  |
| Risultato | N | V | C | P | N | V | P | P | N | V  | V  | P  | P  | N  | N  | V  | V  | V  | N  | N  | V  | P  | V  | N  | V  | N  | P  | N  | V  | V  | V  | N  | N  | V  | V  | V  | V  |
| Posizione | 4 | 8 | 3 | 1 | 3 | 4 | 4 | 6 | 8 | 9  | 8  | 7  | 9  | 10 | 9  | 9  | 9  | 9  | 6  | 7  | 5  | 5  | 6  | 5  | 5  | 4  | 5  | 5  | 5  | 4  | 4  | 4  | 3  | 3  | 3  | 2  | 2  |

Fonte:  Serie B – Classifiche, su sport.sky.it, Sky Sport. URL consultato il 5 luglio 2019 (archiviato dall'url originale l'11 settembre 2014).
Legenda:

Luogo: C = Casa; T = Trasferta. Risultato: V = Vittoria; N = Pareggio; P = Sconfitta.

### Statistiche dei giocatori
| Giocatore       | Ekstraklasa | Ekstraklasa | Ekstraklasa | Ekstraklasa | Coppa di Polonia | Coppa di Polonia | Coppa di Polonia | Coppa di Polonia | Totale   | Totale | Totale      | Totale     |
| Giocatore       | Presenze    | Reti        | Ammonizioni | Espulsioni  | Presenze         | Reti             | Ammonizioni      | Espulsioni       | Presenze | Reti   | Ammonizioni | Espulsioni |
| --------------- | ----------- | ----------- | ----------- | ----------- | ---------------- | ---------------- | ---------------- | ---------------- | -------- | ------ | ----------- | ---------- |
| M. van der Hart | 34          | -32         | 0           | 0           | 5                | 0                | 0                | 0                | 39       | -32    | 0           | 0          |
| K. Bąkowski     | 0           | 0           | 0           | 0           | 0                | 0                | 0                | 0                | 0        | 0      | 0           | 0          |
| K. Szymański    | 2           | -1          | 0           | 0           | 0                | 0                | 0                | 0                | 2        | -1     | 0           | 0          |
| M. Mleczko      | 1           | -2          | 1           | 0           | 0                | 0                | 0                | 0                | 1        | -2     | 1           | 0          |
| R. Gumny        | 21          | 1           | 5           | 0           | 2                | 0                | 1                | 0                | 23       | 1      | 6           | 0          |
| T. Rogne        | 20          | 1           | 4           | 0           | 1                | 0                | 0                | 0                | 21       | 1      | 4           | 0          |
| Đ. Crnomarković | 26          | 0           | 5           | 2           | 4                | 0                | 1                | 0                | 30       | 0      | 6           | 2          |
| T. Dejewski     | 8           | 0           | 0           | 0           | 2                | 1                | 0                | 0                | 10       | 1      | 0           | 0          |
| T. Cywka        | 0           | 0           | 0           | 0           | 1                | 0                | 0                | 0                | 1        | 0      | 0           | 0          |
| V. Kostevyč     | 27          | 1           | 3           | 0           | 3                | 1                | 0                | 0                | 30       | 2      | 3           | 0          |
| T. Puchacz      | 35          | 3           | 7           | 0           | 5                | 1                | 1                | 0                | 40       | 4      | 8           | 0          |
| L. Šatka        | 31          | 1           | 2           | 0           | 4                | 0                | 0                | 0                | 35       | 1      | 2           | 0          |
| J. Niewiadomski | 0           | 0           | 0           | 0           | 0                | 0                | 0                | 0                | 0        | 0      | 0           | 0          |
| B. Butko        | 10          | 0           | 1           | 0           | 2                | 0                | 0                | 0                | 12       | 0      | 1           | 0          |
| K. Muhar        | 29          | 1           | 6           | 0           | 3                | 0                | 1                | 0                | 32       | 1      | 7           | 0          |
| K. Jóźwiak      | 35          | 8           | 5           | 0           | 4                | 1                | 0                | 0                | 39       | 9      | 5           | 0          |
| D. Jevtić       | 19          | 6           | 1           | 0           | 1                | 0                | 1                | 0                | 20       | 6      | 2           | 0          |
| D. Ramírez      | 16          | 4           | 3           | 0           | 2                | 2                | 0                | 0                | 18       | 6      | 3           | 0          |
| J. Moder        | 25          | 5           | 5           | 0           | 4                | 0                | 0                | 0                | 29       | 5      | 5           | 0          |
| J. Letniowski   | 5           | 0           | 0           | 0           | 0                | 0                | 0                | 0                | 5        | 0      | 0           | 0          |
| M. Makuszewski  | 5           | 0           | 1           | 1           | 2                | 0                | 0                | 0                | 7        | 0      | 1           | 1          |
| E. Kryg         | 0           | 0           | 0           | 0           | 0                | 0                | 0                | 0                | 0        | 0      | 0           | 0          |
| M. Skrzypczak   | 2           | 0           | 1           | 0           | 2                | 1                | 0                | 0                | 4        | 1      | 1           | 0          |
| M. Skóraś       | 5           | 0           | 0           | 0           | 0                | 0                | 0                | 0                | 5        | 0      | 0           | 0          |
| P. Tiba         | 32          | 2           | 6           | 0           | 4                | 0                | 0                | 0                | 36       | 2      | 6           | 0          |
| T. Klupś        | 3           | 0           | 0           | 0           | 0                | 0                | 0                | 0                | 3        | 0      | 0           | 0          |
| F. Marchwiński  | 20          | 3           | 2           | 0           | 2                | 1                | 1                | 0                | 22       | 4      | 3           | 0          |
| J. Kamiński     | 24          | 4           | 0           | 0           | 4                | 0                | 0                | 0                | 28       | 4      | 0           | 0          |
| P. Tomczyk      | 15          | 3           | 0           | 0           | 2                | 0                | 0                | 0                | 17       | 3      | 0           | 0          |
| C. Gytkajer     | 34          | 24          | 4           | 0           | 4                | 3                | 0                | 0                | 38       | 27     | 4           | 0          |
| T. Žamaletdinov | 11          | 0           | 0           | 0           | 1                | 1                | 0                | 0                | 12       | 1      | 0           | 0          |
| F. Szymczak     | 4           | 0           | 0           | 0           | 0                | 0                | 0                | 0                | 4        | 0      | 0           | 0          |
| J. Amaral       | 15          | 3           | 2           | 0           | 2                | 0                | 0                | 0                | 17       | 3      | 2           | 0          |